# Metamysidopsis pacifica
Metamysidopsis pacifica is een aasgarnalensoort uit de familie van de Mysidae. De wetenschappelijke naam van de soort is voor het eerst geldig gepubliceerd in 1918 door Zimmer.